# Liste von Balletten

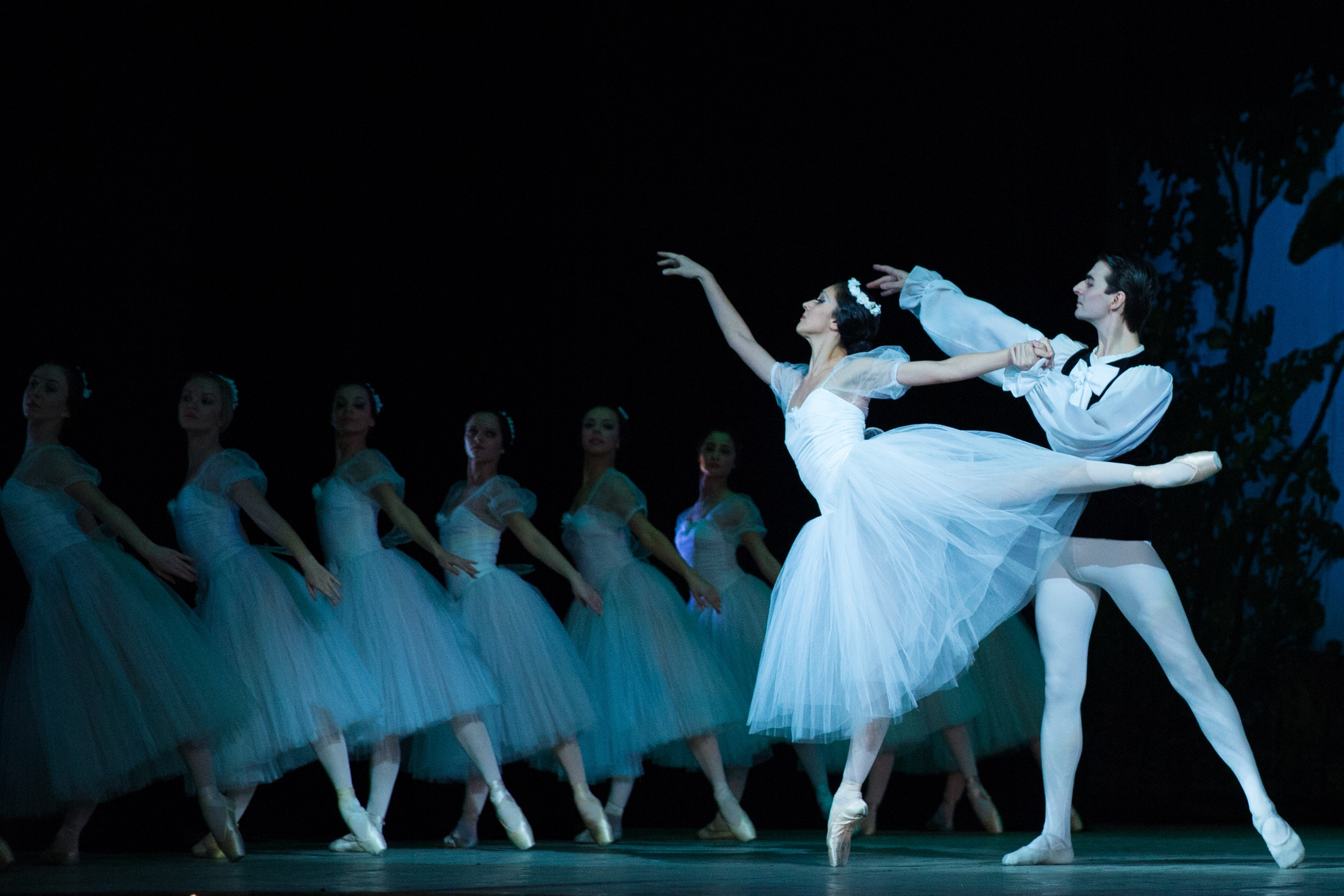
Szene aus Les Sylphides

Diese Liste enthält Ballette, die einen Eintrag in der deutschsprachigen Wikipedia haben (in Klammern der Komponist, auf dessen Musik das Ballett beruht).

## A
- El amor brujo (Manuel de Falla), 1915
- Apollon musagète (Igor Strawinski), 1928
- Appalachian Spring (Aaron Copland), 1944
- L’Après-midi d’un faune (Claude Debussy), 1912
- Aschenbrödel (Johann Strauss), 1901

## B
- La Bayadère (Léon Minkus), 1877
- Beau Danube (Johann Strauss), 1924
- Les Biches (Francis Poulenc), 1924
- Boléro (Maurice Ravel), 1928
- Le bœuf sur le toit (Darius Milhaud), 1920
- Der Bürger als Edelmann (Jean-Baptiste Lully), 1670

## C
- Caravaggio (Peter Kubrik), 2003
- Carmen (Wolfgang Fortner) 1971
- Cinderella (Sergei Prokofjew), 1945
- Coppélia (Léo Delibes), 1870
- Le Corsaire (Adolphe Adam und Léon Minkus), 1856
- La Création du monde (Darius Milhaud), 1923

## D
- Don Quichotte (Léon Minkus), 1869
- Dornröschen (Peter Tschaikowski), 1890
- Der Dreispitz (Manuel de Falla), 1919

## F
- Fancy Free (Leonard Bernstein), 1944
- Der Feuervogel (Igor Strawinski), 1910
- La Fille mal gardée (Peter Ludwig Hertel), 1789

## G
- Gayaneh (Aram Chatschaturjan), 1942
- Die Geschöpfe des Prometheus (Ludwig van Beethoven), 1801
- Giselle (Adolphe Adam), 1841

## H
- Der holzgeschnitzte Prinz (Béla Bartók), 1917

## I
- In the Middle, Somewhat Elevated (Thom Willems), 1987

## J
- Job: A Masque for Dancing (Ralph Vaughan Williams), 1931
- Josephs Legende (Richard Strauss), 1914

## K
- Die Kameliendame (Frédéric Chopin), 1978
- Kdo je na světě nejmocnější (Bohuslav Martinů), 1925
- Die Kirmes von Delft (Hermann Reutter), 1937

## L
- Die Legende von Ohrid (Stevan Hristić), 1947
- Limb’s Theorem (Thom Willems), 1990

## M
- Mata Hari (Dmitri Schostakowitsch), 1993
- Max und Moritz (Richard Mohaupt), 1949
- Medea (Béla Bartók, Alfred Schnittke und Johann Sebastian Bach), 1990

## N
- Les Noces (Igor Strawinski), 1923
- Der Nussknacker  (Peter Tschaikowski), 1892

## O
- Ogelala (Erwin Schulhoff), 1925
- Onegin (Peter Tschaikowski), 1965

## P
- Paean (Remi Gassmann und Oskar Sala), 1960
- Le Papillon  (Jacques Offenbach), 1860
- Parade (Erik Satie), 1917
- Pas de Quatre (Cesare Pugni), 1845
- Petruschka (Igor Strawinski), 1911
- Der Pfad des Donners (Gara Garayev), 1958
- Die Puppenfee (Josef Bayer), 1888

## R
- Raimonda (Alexander Glasunow), 1898
- Romeo und Julia (Sergei Prokofjew), 1938
- Der Rote Mantel (Luigi Nono), 1954
- Der rote Mohn (Reinhold Glière), 1927

## S
- Le sacre du printemps (Igor Strawinski), 1913
- Schlagobers (Richard Strauss), 1924
- Schwanensee (Peter Tschaikowski), 1877
- Sieben Schönheiten (Gara Garayev), 1952
- Die sieben Todsünden (Kurt Weill), 1933
- Sinfonie in C (Georges Bizet), 1947
- Spartakus (Aram Chatschaturjan), 1956
- Le Spectre de la Rose (Carl Maria von Weber), 1911
- Der sterbende Schwan (Camille Saint-Saëns), 1905
- La Sylphide (Jean Schneitzhoeffer), 1832
- Les Sylphides (Frédéric Chopin), 1909
- Sylvia (Léo Delibes), 1876

## T
- A Tragedy of Fashion, or the Scarlet Scissors (Eugène Aynsley Goossens), 1926
- Triadisches Ballett (Paul Hindemith), 1922

## U
- Die Unterrichtsstunde (Georges Delerue), 1964
- Uran Chas (Schamjangin Tschuluun), 1973

## V
- La Valse (Maurice Ravel), 1926
- Verklungene Feste (François Couperin), 1941
- La Vivandière (Cesare Pugni), 1844
- Die Vogelscheuchen (Aribert Reimann), 1970

## W
- Der Widerspenstigen Zähmung (Kurt-Heinz Stolze), 1961
- Der wunderbare Mandarin (Béla Bartók), 1926

## Z
- Zirkuspolka (Igor Strawinski), 1942